# 楊厝寮
楊厝寮，原寫為楊厝藔，是臺灣臺中市清水區的一個傳統地域名稱，位於該區東北部。相較於今日行政區，其範圍大致包括楊厝里不含西北端、海風里不含西北部邊界地帶、東山里東北端、吳厝里東北部邊界地帶，另外還包括外埔區的三崁里南半葉西南部，以及臺中國際機場部分未劃入各里里界區域的西北端。

## 歷史
台灣清治末期，楊厝寮地區為一街庄，稱為「楊厝藔庄」，隸屬於大肚上堡。該庄東北隔大甲溪與內水尾庄、磁磘庄、四塊厝庄為界，東與新庄仔庄為鄰，東南與大突藔庄為鄰，西南邊為吳厝庄，西邊及西北邊為三塊厝庄。
1901年（日明治三十四年）11月，全台廢縣廳改設二十廳，該庄隸屬於臺中廳。1903年（明治三十六年）6月，該庄編入「公館區」，仍隸屬於臺中廳。1909年（明治四十二年）10月，全台二十廳合併為十二廳，公館區隸屬不變。1920年（大正九年），全台地方制度大改正，該庄改制並雅化為「楊厝寮」大字，隸屬於臺中州大甲郡清水街，大字下有「楊厝寮」、「海風」小字名。
戰後清水街改制為清水鎮，隸屬於臺中縣，大字亦改制為里。1950年10月，中、彰、投分治，清水鎮隸屬不變。2010年12月，隨著臺中縣、市合併為直轄臺中市，清水鎮改制為清水區。

## 聚落
本地區發展較早的聚落有楊厝藔、面前、海風、頂舊等，在日治期初期的官方地圖上已有記載。此外，本地區尚有番仔城、海風缺、舊庄等聚落。

## 交通
國道3號又稱「福爾摩沙高速公路」，是貫穿台灣西部的兩條縱向高速公路之一，大致以北向南經過本地區西南端，並於國道4號交會於本地區西北側的中港系統交流道。境內未設交流道，北側最近一般交流道的是市道132號交會處的大甲交流道，南側最近的是省道台10線交會處的沙鹿交流道。由此等可快速前往台灣西部各地。
國道4號是清水至豐原的東西向高速公路，大致以西北—東南走向經過本地區東北部，並於國道3號交會於本地區西北側的中港系統交流道。境內未設交流道，西側最近的是與省道台17線交會處西側端點，東側最近的是神岡交流道。
區道中73線（和睦路一段～二段）是圳堵至西勢寮的道路，大致以東南—西北走向轉東向西再轉東北—西南走向再轉北向南經過本地區中部偏南地帶。由該道路向東南可前往新庄子、圳堵並止於圳堵國小北側的區道中79線路口，向南轉南南西可前往吳厝、西勢寮並止於省道台10乙線路口。
區道中79線（神清路）是舊莊至大雅的道路，其北側端點位於本地區東部舊庄聚落南側的區道中73線路口。由此向西南轉南西轉西南出境後，可前往大突寮、圳堵、神岡市區、上員林、下員林並止於省道台10線路口。

## 學校
- 大楊國小

## 運動休閒
- 清泉崗高爾夫球場（西北大半部）

## 公園
- 大楊油庫休憩公園